# Godfrey Imhof
Pour les articles homonymes, voir Imhof.
Alfred Godfrey "Goff" Imhof (6 mai 1911 - 27 août 1963) était un pilote automobile britannique de trials, de rallyes, et de courses de côtes.

## Biographie
Avant-guerre, il fit équipe en trial avec Ben Richardson and Michael Lawson, au sein du  Candidi Provocatores trials team, sur une 1936 LM Speed Model (châssis BBY 333).
Dans l'immédiat après-guerre, il devint dessinateur industriel chez Allard et participa ainsi à la conception des carrosseries des modèles K1 (deux places), L1 (4 places), et surtout J1 de compétition, modèle qu'il posséda et fit concourir personnellement de 1946 à 1949.
Il devint ensuite un industriel londonien, propriétaire de la manufacture de tourne-disques His Master's Voice, construite par ses soins dans Oxford street (années 1950).

## Palmarès
- En mai 1947, il s'imposa au Grand rallye de Lisbonne (Paris-Bordeaux-San Sebastian-Porto-Lisbonne), sur Allard J1 à moteur Mercury 4L, avec pour copilote Ken Hutchison;
- Il remporta également la course de côte helvète de Majola Pass, la même année (plus record de l'ascension) (participation l'année précédente (12e));
- Ainsi que le concours d'élégance de Ostende toujours la même année, avec son épouse Nina.
- En 1952, il remporta le Rallye de Grande-Bretagne, sur Allard J2X Cadillac, avec pour copilote Barbara Betty Frayling.